# Chronosquad
Chronosquad est une série de bande dessinée française scénarisée par Giorgio Albertini et dessinée par Grégory Panaccione, publiée par Delcourt dans la collection Neopolis à partir de 2016 et comptant six volumes en 2022.

## Albums
- 1 Lune de miel à l'âge du bronze, Delcourt,  (ISBN 978-2-756-07413-9), 5 octobre 2016
Scénario : Giorgio Albertini - Dessin et couleurs : Grégory Panaccione
- 2 Destination révolution, dernier appel, Delcourt,  (ISBN 978-2-756-07414-6), 4 janvier 2017
Scénario : Giorgio Albertini - Dessin et couleurs : Grégory Panaccione
- 3 Poulet et cervelle de paon à la romaine, Delcourt,  (ISBN 978-2-756-07415-3), 3 mai 2017
Scénario : Giorgio Albertini - Dessin et couleurs : Grégory Panaccione
- 4 Concerto en la mineur pour timbales et grosses têtes, Delcourt,  (ISBN 978-2-756-07416-0), 13 septembre 2017
Scénario : Giorgio Albertini - Dessin et couleurs : Grégory Panaccione
- 5 Vie éternelle mode d'emploi, Delcourt,  (ISBN 978-2-413-01088-3), 21 août 2019
Scénario : Giorgio Albertini - Dessin et couleurs : Grégory Panaccione
- 6 Chapeaux melons et hordes de Huns, Delcourt,  (ISBN 978-2-413-03991-4), 9 mars 2022
Scénario : Giorgio Albertini - Dessin et couleurs : Grégory Panaccione

## Distinctions
Le tome 1, Lune de miel à l'âge du bronze, est en sélection officielle du festival d'Angoulême 2017.